# Арджешская и Мусчельская архиепископия
Арджешская и Мусчельская архиепископия (рум. Arhiepiscopia Argeșului și Muscelului) — епархия Румынской православной церкви. Входит в состав Митрополии Мунтении и Добруджи.

## История
Епархия была основана 18 октября 1793 года при митрополите Унгро-Влахийском Досифее (Филитти) и господаре Александре Мурузи. 17 ноября того же года было получено благословение патриарха Константинопольского Неофита VII на учреждение епископии. В неё вошли уезды Арджеш и Олт. Кафедральным стал собор Успенского монастыря в Куртя-де-Арджеш.
5 февраля 1949 году епархия была присоединена к Рымникской и вошла в Олтенскую митрополию.
30 сентября 1985 года в составе Рымникской епархии было создано Арджешское викариастство с резиденцией в Арджешском монастыре. 12 февраля 1990 года решением Священного Синода Румынской православной церкви была восстановлена самостоятельная Арджешская епархия на территории жудецов Арджещ и Телеорман.
18-19 июня 2009 года Арджешская и Мусчелская епископия была возведена в ранг архиепископии. Официальные торжества по этому поводу состоялись 26 сентября того же года.
7 декабря 2018 года был освящён новый кафедральный и королевский собор мученицы Филофеи и Архангелов Божиих в Куртя-де-Арджеш.

## Епископы
Арджешская епархия
- Иосиф Севастийский (1793—1820)
- Иларион (Георгиадис) (1820—1821)
- Григорий (Рымничану) (23 февраля 1823 — 20 июля 1828)
- Иларион (Геориадис), 2-й раз (1828—1845)
- Самуил (Тэртэшеску) (1845 — 30 сентября 1849)
- Климент (Гэйсяну) (1850—1862)
- Неофит (Скрибан) (1862—1865) в/у
- Неофит (Скрибан) (10 мая — 20 мая 1865)
- Геннадий (Цепосу) (май 1865—1868)
- Неофит (Скрибан), 2-й раз (1868—1873)
- Иосиф (Наниеску) (18 января 1873 — 10 июня 1875)
- Геннадий (Петреску) (1875 — 18 мая 1893) до 14 февраля 1876 — в/у, епископ Питештский
- Герасим (Тимуш) (14 марта 1894 — 22 декабря 1911)
- Каллист (Яломицяну) (1912—1917)
- Евгений (Хумулеску) (май 1917—1918) в/у, епископ Питештский
- Феофил (Михэйлеску) (3 июля — ноябрь 1918)
- Евгений (Хумулеску) (1918 — июль 1919) в/у, епископ Питештский
- Варфоломей (Стэнеску) (1 апреля 1919 — 1 апреля 1920), епископ Бакэуский
- Евгений (Хумулеску) (1 апреля 1920 — марта 1921) в/у, епископ Питештский
- Виссарион (Пую) (25 марта 1921 — 13 мая 1923)
- Евгений (Хумулеску) (май — июнь 1923) в/у, епископ Питештский
- Никита (Дума) (20 июля 1923 — 16 апреля 1936)
- Григорий (Леу) (30 апреля 1936 — 28 июля 1940)
- Дионисий (Ерхан) (1940 — 1 сентября 1941) в/у, епископ Белгородский
- Емилиан (Антал) (2 августа 1941 — 21 марта 1944) в/у, епископ Тырговиштский
- Иосиф (Гафтон) (15 января 1944 — 5 февраля 1949)

Арджешское викариатство Рымникской епархии
- Каллиник (Аргату) (17 ноября 1985 — 27 сентября 1990)

Арджешская и Мусчельская епархия
- Каллиник (Аргату) (с 27 сентября 1990)